# Cá biển sâu

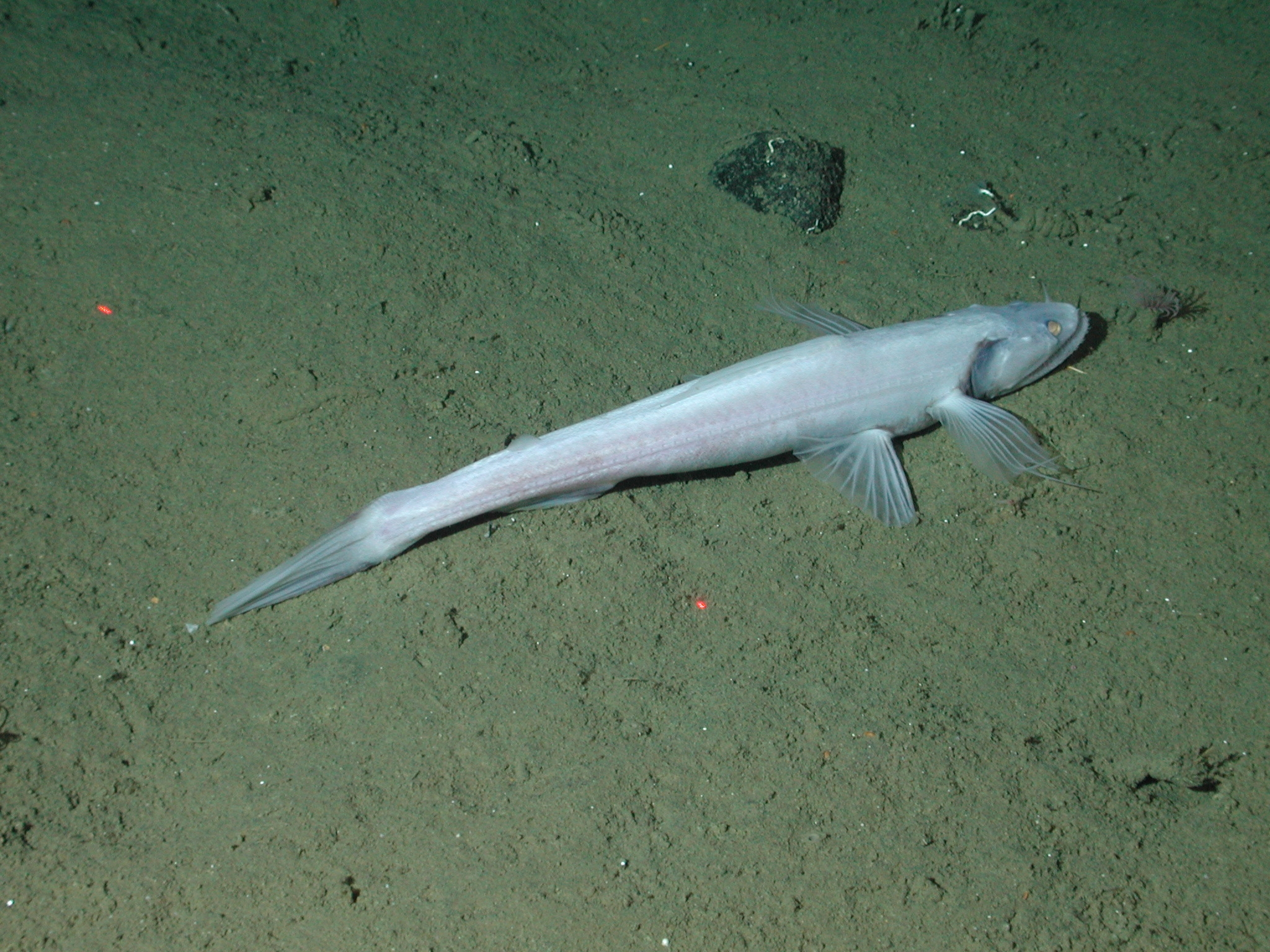
Một loài cá biển sâu Bathysaurus mollis đang bò ở đáy biển

Cá biển sâu, cá nước sâu hay cá đáy biển là các loài cá biển sinh sống dưới sâu trong bóng tối bên dưới bề mặt nước nơi mà ánh sáng không xuyên thấu tới. Các loài cá lantern (Myctophidae) đến nay là cá biển sâu phổ biến nhất. Cá biển sâu khác bao gồm cá đèn (Anomalopidae), cá mập cookiecutter, Gonostomatidae, Bộ Cá vảy chân, và cá rắn Viper. Chỉ có khoảng 2% loài sinh vật biển được biết đến sống trong môi trường biển khơi. Điều này có nghĩa rằng chúng sống trong cột nước như trái ngược với các sinh vật đáy sống trong hoặc trên đáy biển.
Các sinh vật biển sâu thường sống biển khơi sâu (1000m-4000m) và những khu vực sâu 4000m-6000m. Tuy nhiên, đặc điểm của các sinh vật biển sâu, chẳng hạn như có khả năng phát quang sinh học có thể được nhìn thấy trong bóng tối (sâu 200m-1000m). Lớp tối thiểu oxy tồn tại ở đâu đó giữa độ sâu 700m và 1000m sâu tùy thuộc vào nơi trong đại dương. Khu vực này cũng là nơi mà các chất dinh dưỡng phong phú nhất. Các biển khơi sâu có nghĩa là không có ánh sáng thâm nhập vào khu vực này của đại dương. Các khu vực này chiếm khoảng 75% diện tích đại dương có thể ở sinh sống. Khu vực mà cá biển sâu không sống là vùng epipelagic (0m-200m), là khu vực nơi mà ánh sáng xuyên qua nước và quang hợp xảy ra.

## Một số loài
- Acropoma japonicum, Glowbelly, Acropomatidae
- Ariosoma mauritianum, Blunt-tooth conger, Congridae
- Arnoglossus marisrubri, Bothidae
- Bembrops caudimacula, Percophidae
- Champsodon omanensis, Champsodontidae
- Cynoglossus acutirostris, Sharpnose tonguesole, Cynoglossidae
- Dysomma fuscoventralis, Synaphobranchidae
- Facciolella karreri, Nettastomatidae
- Grammonus robustus, Bythitidae
- Harpadon erythraeus, Synodontidae
- Heptranchias perlo, Sharpnose sevengill shark, Hexanchidae
- Hippocampus kelloggi, Great seahorse, Syngnathidae
- Iago omanensis, Bigeye houndshark, Triakidae
- Mustelus manazo, Starspotted smooth-hound, Triakidae
- Neobythites stefanovi, Ophidiidae
- Neocentropogon mesedai, Tetrarogidae
- Neomerinthe bathyperimensis, Scorpaenidae
- Obliquogobius turkayi, Gobiidae
- Parascolopsis baranesi, Nemipteridae
- Physiculus marisrubri, Moridae
- Priolepis goldshmidtae, Gobiidae
- Rhynchoconger trewavasae, Congridae
- Saurenchelys meteori, Nettastomatidae
- Setarches guentheri, Deepwater scorpionfish, Setarchidae
- Synagrops philippinensis, Acropomatidae
- Trichiurus auriga, Pearly hairtail, Trichiuridae
- Upeneus davidaromi, Mullidae
- Uranoscopus marisrubri, Uranoscopidae
- Uroconger erythraeus, Congridae
- Astronesthes martensii, Stomiidae
- Atrobucca geniae, Sciaenidae
- Benthosema pterotum, Skinnycheek lanternfish, Myctophidae
- Champsodon capensis, Gaper, Champsodontidae
- Chauliodus sloani, Sloane's viperfish, Stomiidae
- Diaphus coeruleus, Blue lantern fish, Myctophidae
- Lestrolepis luetkeni, Naked barracuda, Paralepididae
- Maurolicus mucronatus, Sternoptychidae
- Nemichthys scolopaceus, Slender snipe eel, Nemichthyidae
- Stomias affinis, Gnther's boafish, Stomiidae
- Aetobatus flagellum, Longheaded eagle ray, Myliobatidae
- Aetobatus ocellatus, Myliobatidae
- Anoxypristis cuspidata, Knifetooth sawfish, Pristidae
- Apogon queketti, Spotfin cardinal, Apogonidae
- Argyrosomus regius, Meagre, Sciaenidae
- Ariomma brevimanus, Ariommatidae
- Ateleopus natalensis, Ateleopodidae
- Bryx analicarens, Pink pipefish, Syngnathidae
- Canthidermis macrolepis, Large-scale triggerfish, Balistidae
- Chanos chanos, Milkfish, Chanidae
- Decapterus russelli, Indian scad, Carangidae
- Gerres methueni, Striped silver biddy, Gerreidae
- Glossogobius giuris, Tank goby, Gobiidae
- Hoplostethus mediterraneus mediterraneus, Mediterranean slimehead, Trachichthyidae
- Lobotes surinamensis, Atlantic tripletail, Lobotidae
- Megalops cyprinoides, Indo-Pacific tarpon, Megalopidae
- Mugil cephalus, Flathead mullet, Mugilidae
- Physiculus sudanensis, Moridae
- Pomadasys striatus, Striped grunter, Haemulidae
- Pristipomoides filamentosus, Crimson jobfish, Lutjanidae
- Pristipomoides sieboldii, Lavender jobfish, Lutjanidae
- Rhinobatos halavi, Halavi's guitarfish, Rhinobatidae
- Rhinobatos punctifer, Spotted guitarfish, Rhinobatidae
- Rhinobatos thouin, Clubnose guitarfish, Rhinobatidae
- Rhizoprionodon acutus, Milk shark, Carcharhinidae
- Seriola lalandi, Yellowtail amberjack, Carangidae
- Stalix histrio, Opistognathidae
- Stromateus fiatola, Blue butterfish, Stromateidae
- Synodus randalli, Synodontidae
- Taractichthys steindachneri, Sickle pomfret, Bramidae
- Tentoriceps cristatus, Crested hairtail, Trichiuridae
- Terapon puta, Small-scaled terapon, Terapontidae
- Thyrsitoides marleyi, Black snoek, Gempylidae
- Trichiurus lepturus, Largehead hairtail, Trichiuridae